# Dinamarca nos Jogos Paralímpicos
A Dinamarca participou pela primeira vez dos Jogos Paralímpicos em 1968, e enviou atletas para competirem em todos os Jogos Paralímpicos de Verão desde então, em relação aos Jogos Paralímpicos de Inverno a primeira participação da Dinamarca foi em 1980 e participou de todas as edições desde então.